# Vermin in Ermine
Vermin in Ermine (с англ. — «Паразиты в горностаевом меху») — дебютный студийный альбом британского певца Марка Алмонда. Альбом был выпущен в октябре 1984 года и достиг 36 места в UK Albums Chart. В альбом вошли ранее вышедшие синглы «The Boy Who Came Back», «You Have» and «Tenderness is a Weakness».
Альбом был записан с группой The Willing Sinners — группой, в которую вошли музыканты из предыдущего проекта Алмонда Marc and the Mambas. В состав группы вошли Энни Хоган, Билли МакГи, Мартин МакКаррик, Ричард Райли и Стивен Хамфрис. Также в записи приняли участие студийные музыканты из студии Hartmann Digital Studios в Баварии, где был записан альбом. Обложку альбома создал Хью Физер на основании концепции Марка Алмонда, с использованием фото, сделанного Питером Эшвортом.
| Оценки критиков               | Оценки критиков |
| Источник                      | Оценка          |
| ----------------------------- | --------------- |
| AllMusic                      | [ 2 ]           |
| Smash Hits                    | [ 3 ]           |
| Encyclopedia of Popular Music | [ 4 ]           |

## Список композиций

### Виниловая пластинка
Слова и музыка всех песен — Марка Алмонда.
| №  | Название          | Длительность |
| -- | ----------------- | ------------ |
| 1. | «Shining Sinners» | 6:38         |
| 2. | «Hell Was a City» | 4:02         |
| 3. | «You Have»        | 5:38         |
| 4. | «Crime Sublime»   | 3:12         |
| 5. | «Gutter Hearts»   | 4:25         |

| №  | Название                   | Длительность |
| -- | -------------------------- | ------------ |
| 6. | «Ugly Head»                | 7:56         |
| 7. | «The Boy Who Came Back»    | 4:53         |
| 8. | «Solo Adultos»             | 5:37         |
| 9. | «Tenderness is a Weakness» | 5:07         |

### CD и компакт-кассета
Слова и музыка всех песен — Марка Алмонда.
| №   | Название                   | Длительность |
| --- | -------------------------- | ------------ |
| 1.  | «Shining Sinners»          | 6:38         |
| 2.  | «Hell Was a City»          | 4:02         |
| 3.  | «You Have»                 | 5:38         |
| 4.  | «Split Lip»                | 17:13        |
| 5.  | «Crime Sublime»            | 3:12         |
| 6.  | «Gutter Hearts»            | 4:25         |
| 7.  | «Ugly Head»                | 7:56         |
| 8.  | «The Boy Who Came Back»    | 4:53         |
| 9.  | «Solo Adultos»             | 5:37         |
| 10. | «Joey Demento»             | 5:48         |
| 11. | «Pink Shack Blues»         | 4:49         |
| 12. | «Tenderness is a Weakness» | 5:07         |

## Участники записи альбома
- Марк Алмонд – вокал, аранжировки, дизайн обложек.

The Willing Sinners
- Энни Хоган – пианино, vibes
- Билли МакГи – бас (bowed and plucked)
- Мартин МакКаррик – виолончель, клавишные
- Ричард Райли – гитара
- Стивен Хамфрис – барабаны

при участии:
- Гэри Барнакл – саксофон
- Энрико Тамассо – труба, флюгельгорн; аранжировка для трубы в песне «Hell Was a City»
- Джини Болл – скрипка
- Зеке Маньика – барабаны в песнях «Pink Shack Blues» и «Ugly Head»
- Мартин Дитчэм – перкуссия, литавры в «Tenderness is a Weakness»
- Спирос – бузуки в песне «Shining Sinners»
- Нэнси Пепперс – бэк-вокал в песнях «The Boy Who Came Back» и «Pink Shack Blues»

Прочие участники создания альбома
- Майк Эйджес – продюсер
- Том Тиль – звукорежиссёр
- Марк «Флад» Эллис – звукорежиссёр в «Shining Sinners» и «Crime Sublime»
- Билли МакГи, Джини Болл, Мартин Дитчэм – струнные аранжировки
- Питер Эшворт – фото на обложку альбома
- Хью Физер – дизайн
- Ризз – костюмы